# Луций Секстий Латеран
Луций Секстий Латеран (на латински: Lucius Sextius Lateranus) е политик на Римската република, заемал осем пъти длъжността народен трибун в периода между 376 до 367 пр.н.е.
Заедно с Гай Лициний Столон предлага през 367 пр.н.е. законите Leges Liciniae Sextiae, с които се дава право на плебеите възможността да заемат длъжността консул и се ограничава количеството на завлладяна по време на война земя (ager publicus), която един собственик може да притежава.
През 366 пр.н.е. Латеран става първият плебейски консул.